# Brug 1368
Brug 1368 is een bouwkundig kunstwerk in Amsterdam-Zuidoost.
Deze duikerbrug is gelegen in de Valburgdreef. Deze dreef is aangelegd op het geplande traject van de verlenging van de Gooiseweg ten zuiden van de Gaasperplas tot aan de Gaasp. Dat traject werd echter maar gedeeltelijk aangelegd en omgedoopt tot Valburgdreef. Waar het westelijk deel aansluit op infrastructuur van dat van de wijk Holendrecht en Reigersbos wordt het naar het oosten toe steeds kariger. De eerste twee kruisingen waren nog dermate belangrijk dat er gekozen werd voor viaducten; bij de kruising met de Wageningendreef werd geopteerd voor een rotonde. Nog meer oostwaarts moet alleen nog een watergang overspannen worden, dus was een duiker onder het wegdek voldoende (er lag daarvoor een dam), al in de brug daarover nog enigszins verhoogd aangelegd. Na deze brug 1368 bloedt de Valburgdreef dood.  
Brug 1368 is later aangelegd dan 1987, maar verdere gegevens ontbreken vooralsnog. 
<<< · 1301 · 1302 · 1303 · 1304 · 1305 · 1306 · 1307 · 1308 · 1309 · 1311 · 1312 · 1313 · 1314 · 1315 · 1316 · 1317 · 1319 · 1320 · 1321 · 1322 · 1323 · 1324 · 1325 · 1326 · 1327 · 1328 · 1329 · 1330 · 1331 · 1332 · 1333 · 1334 · 1335 · 1336 · 1337 · 1338 · 1339 · 1340 · 1342 · 1343 · 1344 · 1345 · 1346 · 1347 · 1348 · 1349 · 1350 · 1351 · 1352 · 1353 · 1354 · 1355 · 1356 · 1357 · 1358 · 1359 · 1360 · 1361 · 1362 · 1363 · 1364 · 1365 · 1366 · 1367 · 1368 · 1373 · 1375 · 1376 · 1377 · 1378 · 1379 · 1380 · 1381 · 1382 · 1383 · 1384 · 1385 · 1386 · 1387 · 1388 · 1389 · 1390 · 1391 · 1392 · 1396 · 1397 · 1398 · 1399 · >>>
Brugnummers 1300, 1318, 1341, 1369-1372, 1374, 1393, 1394, 1395 zijn niet vergeven. 1310 is gesloopt; brug 1318 is nooit gebouwd in verband met niet aanleggen Veenendaaldreef.